# Wish You Were Here (album de Badfinger)
Pour les articles homonymes, voir Wish You Were Here.
Albums de Badfinger
Badfinger
(1974) Airwaves
(1979)
Wish You Were Here est le septième album du groupe britannique de rock Badfinger. Il est sorti en 1974 sur le label Warner Bros. Records.
C'est le dernier album du groupe avec Pete Ham, qui se suicide quelques mois après sa sortie. Les autres membres de Badfinger se séparent après la mort de Ham.

## Fiche technique

### Chansons
| 1. | Just a Chance          | Pete Ham     | 2:58 |
| 2. | You're So Fine         | Mike Gibbins | 3:03 |
| 3. | Got to Get Out of Here | Joey Molland | 3:31 |
| 4. | Know One Knows         | Pete Ham     | 3:17 |
| 5. | Dennis                 | Pete Ham     | 5:15 |

| 6. | In the Meantime / Some Other Time            | Mike Gibbins / Joey Molland | 6:46 |
| 7. | Love Time                                    | Joey Molland                | 2:20 |
| 8. | King of the Load (T)                         | Tom Evans                   | 3:32 |
| 9. | Meanwhile Back at the Ranch / Should I Smoke | Pete Ham / Joey Molland     | 5:18 |

### Musiciens

#### Badfinger
- Pete Ham : chant, guitare, claviers
- Tom Evans : chant, basse
- Joey Molland : chant, guitare
- Mike Gibbins : chant, batterie, claviers

#### Musiciens supplémentaires
- Average White Horns : cuivres sur Just a Chance et Should I Smoke

### Équipe technique
- Chris Thomas : production

### Classements et certifications
| Pays (classement)          | Meilleure position |
| -------------------------- | ------------------ |
| États-Unis (Billboard 200) | 148                |